# Mount Nygren
Mount Nygren ist ein rund 1000 m hoher und besonders spitzer Berg an der Graham-Küste des Grahamlands auf der Antarktischen Halbinsel. Er ragt in der Anmutung eines pyramidenförmigen Nunataks inmitten des Hotine-Gletschers auf der Kiew-Halbinsel auf.
Luftaufnahmen des Bergs entstanden 1969 durch die Flugstaffel VXE-6 der United States Navy. Das Advisory Committee on Antarctic Names benannte ihn nach Konteradmiral Harley D. Nygren (1924–2019), Direktor des National Oceanic and Atmospheric Administration Corps von 1970 bis 1981, der von 1961 bis 1962 als wissenschaftlicher Beobachter zu ozeanographischen Untersuchungen beim British Antarctic Survey tätig war.